# Glasern
Glasern (oder bei den Glasern) ist eine abgegangene Siedlung und Glashütte auf der Gemarkung der Stadt Welzheim im baden-württembergischen Rems-Murr-Kreis. 

## Geschichte
Der Ort Glasern gehörte einst den hochadeligen Herren von Ebersberg.
Nach einer Ansicht lag Glasern auf der Gemarkung von Welzheim, da die Siedlung im Jahre 1278 in einer Urkunde im Zusammenhang mit den Orten erwähnt wird, die heute zu Welzheim gehören. Mit dieser Urkunde erklärte Albert von Ebersberg seinen Verzicht auf Aichstrut, Schadberg, Wighartsreute (heute Schafhof bei Welzheim) und den Ort bei den Glasern (apud glasarios) zugunsten des Klosters Adelberg für 45 Pfund Heller.
Nach einer anderen Ansicht könnte Glasern auch beim Haghof westlich von Pfahlbronn und damit auf dem Gebiet der heutigen Gemeinde Alfdorf gelegen haben. 1511 bestand der Haghof aus zwei Höfen. Auf einem der Höfe saß Peter Greiner, ein Angehöriger der Glasmachersippe Greiner.
Laut Werner Pabst könnte apud glasarios mit dem heutigen Gläserhof bei Gschwend identisch sein.